# Richard Anderson
Pour les articles homonymes, voir Richard Anderson (homonymie) et Anderson.
Ne doit pas être confondu avec Richard Sanderson.
Richard Anderson est un acteur américain né le 8 août 1926 à Long Branch dans le New Jersey et mort le 31 août 2017 à Beverly Hills en Californie.
Visage familier de la télévision, il multiplie les rôles dans divers épisodes de séries télévisées souvent devenues cultes. Il est notamment connu pour son rôle de Oscar Goldman (en) dans les séries télévisées L'Homme qui valait trois milliards et Super Jaimie.

## Biographie

### Enfance, formation et débuts
Richard Anderson nait dans le New Jersey. Il est le fils de Harry et Olga (née Lurie) Anderson,. Ses parents déménagent pour Los Angeles quand il a 10 ans.
Au retour de la Seconde Guerre mondiale, il étudie l'art dramatique à l'Actors' Laboratory Theatre (en) d'Hollywood.
En 1947, il joue dans plusieurs pièces de théâtre.

### Carrière

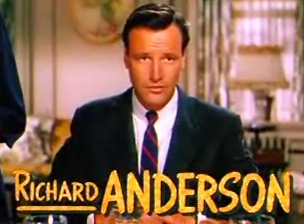
Richard Anderson dans Cupidon photographe (1953).

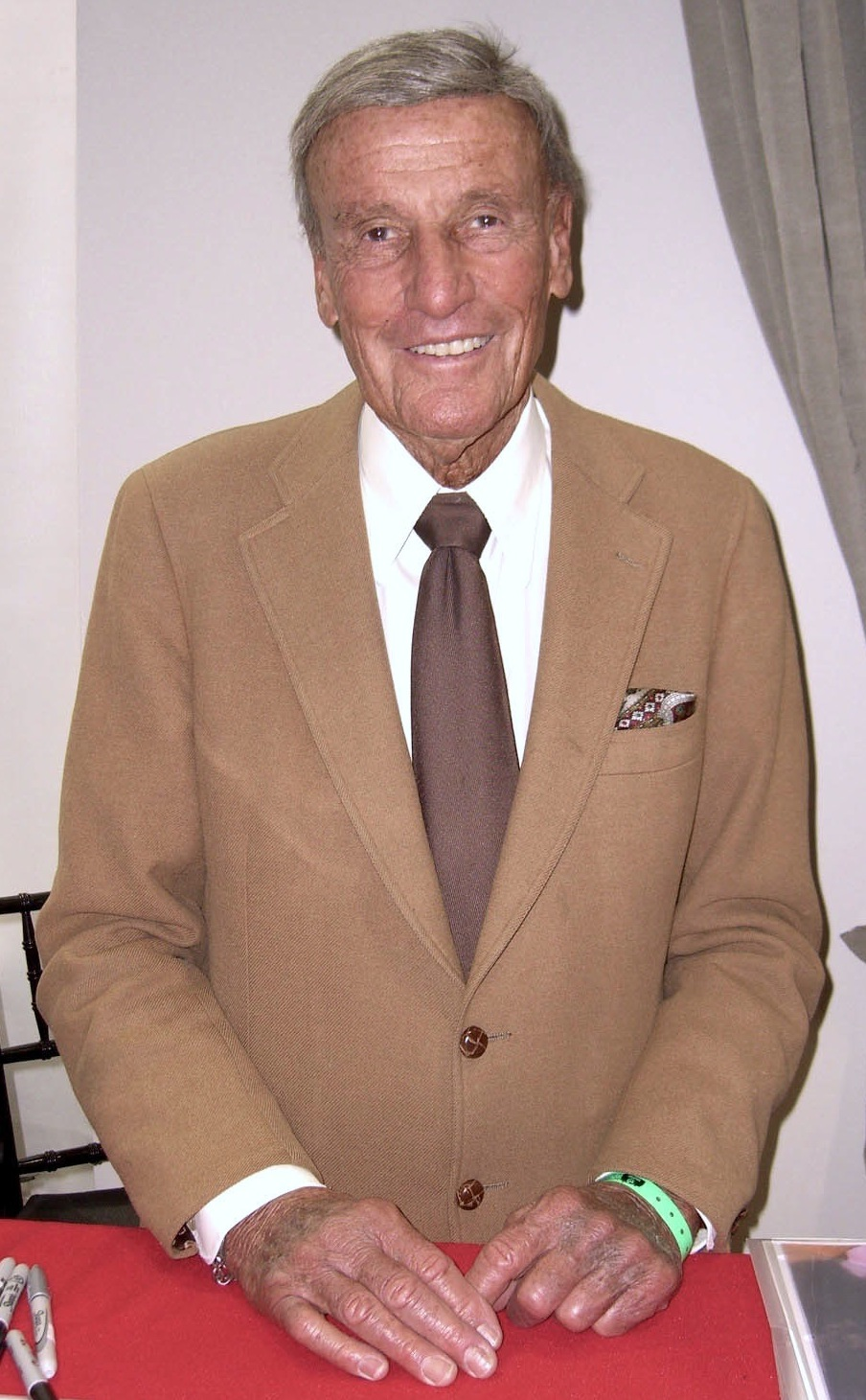
Richard Anderson en 2010.

En 1949, Richard Anderson signe un contrat de six ans avec la MGM, durant lequel il joue dans vingt-six films.
Remarqué dans la série télévisée Zorro dans le rôle de Ricardo del Amo, il décroche le rôle récurrent du lieutenant Steve Drumm dans Perry Mason et enchaîne en jouant le beau-frère du docteur Kimble dans la série Le Fugitif.
En 1973, il obtient le rôle qui le rend mondialement célèbre : celui d'Oscar Goldman dans les séries L'Homme qui valait trois milliards et Super Jaimie. Les deux séries sont cousines, en ce sens qu'elles traitent du même sujet (un être humain bionique) et Richard Anderson y tient le même rôle. À cette occasion, la société Kenner édite une poupée à son effigie.
Très demandé à la télévision, où il devient un visage familier dans le monde entier, il multiplie également les rôles dans divers épisodes de séries souvent devenues cultes, telles Columbo, Drôles de Dames, L'Homme qui tombe à pic, K 2000, La croisière s'amuse, L'Agence tous risques, Les Mystères de l'Ouest, L'Île fantastique, Les Envahisseurs, Cannon, Des agents très spéciaux, Hawaï police d'État, Mannix, Bonanza, Le Frelon vert, Arabesque, Dynastie, Les Rues de San Francisco, etc.
En français, il était principalement doublé par l'acteur Jacques Deschamps.

### Mort
Richard Anderson s'éteint le 31 août 2017 à l'âge de 91 ans dans sa maison de Beverly Hills en Californie.

### Vie privée
Richard Anderson a été marié avec Carole Lee Ladd et Katharine Thalberg, les deux mariages se terminant par un divorce. Il a eu trois filles avec Katharine Thalberg: Deva, Brooke et Ashley Anderson.

## Filmographie partielle

### Cinéma
- 1947 : La Perle (La Perla), d'Emilio Fernández
- 1949 : Un homme de fer (Twelve O'Clock High), d'Henry King : lieutenant McKessen
- 1950 : The Magnificent Yankee, de John Sturges : Reynolds
- 1950 : The Vanishing Westerner, de Philip Ford : député Jeff Jackson
- 1951 : Le Droit de tuer (The Unknown Man), de Richard Thorpe : Bob Masen
- 1951 : Au-delà du Missouri (Across the Wild Missouri), de William A. Wellman : Dick
- 1951 : Le peuple accuse O'Hara (The People Against O'Hara), de John Sturges : Jeff Chapman
- 1951 : Riche, jeune et jolie (Rich, Young and Pretty), de Norman Taurog : Bob Lennart
- 1951 : Discrétion assurée (No Questions Asked), d'Harold F. Kress : détective Walter O Bannion
- 1951 : Jour de terreur (Cause for Alarm!), de Tay Garnett : un marin solitaire à l'hôpital
- 1951 : L'Ambitieuse (Payment on Demand), de Curtis Bernhardt : Jim
- 1951 : J'épouse mon mari (Grounds for Marriage), de Robert Z. Leonard : Tommy
- 1952 : Une fois n'engage à rien (Just This Once), de Don Weis : Tom Winters
- 1952 : Scaramouche, de George Sidney : Philippe de Valmorin
- 1952 : Holiday for Sinners, de Gerald Mayer : Père Victor Carduchie
- 1952 : L'Intrépide (Fearless Fagan), de Stanley Donen : capitaine Daniels
- 1953 : La Femme rêvée (Dream Wife), de Sidney Sheldon : Henry Malvine
- 1953 : Histoire de trois amours (The Story of Three Loves), film à sketches, section Equilibrium, de Gottfried Reinhardt : Marcel
- 1953 : Cupidon photographe (I Love Melvin), de Don Weis
- 1953 : Donnez-lui une chance (Give a Girl a Break), de Stanley Donen : Burton Bradshaw
- 1953 : Fort Bravo, de John Sturges : lieutenant Beecher
- 1954 : Le Prince étudiant (The Student Prince), de Richard Thorpe : Lucas
- 1955 : La Fille de l'amiral (Hit the Deck), de Roy Rowland : lieutenant Jackson
- 1956 : Planète interdite (Forbidden Planet), de Fred McLeod Wilcox : Quinn
- 1956 : Je ne suis pas un espion (Three Brave Men) de Philip Dunne : Lt Bill Horton
- 1956 : Un cri dans la nuit (A Cry in the Night) de Frank Tuttle
- 1957 : Les Sentiers de la gloire, de Stanley Kubrick : major Saint-Auban
- 1958 : Le Génie du mal (Compulsion), de Richard Fleischer : Max Steiner
- 1958 : Les Feux de l'été (The Long Hot Summer), de Martin Ritt : Alan Stewart
- 1959 : Le Shérif aux mains rouges (The gunfight at Dodge City), de Joseph M. Newman : Dave Rudabaugh
- 1960 : Le Rafiot héroïque (The Wackiest Ship in the Army), de Richard Murphy : lieutenant Dennis M. Foster
- 1963 : La Revanche du Sicilien (Johnny Cool), de William Asher : un correspondant
- 1964 : Sept jours en mai (Seven Days in May), de John Frankenheimer : colonel Murdock
- 1964 : La chatte au fouet (Kitten with a Whip) de Douglas Heyes : Grant
- 1966 : L'Opération diabolique (Seconds), de John Frankenheimer : Dr Innes
- 1967 : The Mystery of the Chinese Junk, de Larry Peerce : Fenton Hardy.
- 1967 : Les Détrousseurs (Ride to hangman's Tree), d'Alan Rafkin : Steve Carlson
- 1970 : Tora ! Tora ! Tora !, de Richard Fleischer, Kinji Fukasaku et Toshio Masuda : capitaine John Earle
- 1970 : Macho Callahan, de Bernard L. Kowalski : un officier
- 1971 : Femmes de médecins (Doctors Wives), de George Schaefer : avocat Douglas
- 1972 : Les Centaures (The Honkers), de Steve Ihnat : Royce Owens
- 1972 : Play It as It Lays, de Frank Perry : Les Goodwin
- 1974 : Black Eye, de Jack Arnold : Dole
- 1983 : The Retrievers (cy) d'Elliott Hong (en)
- 1993 : Gettysburg, de Ronald F. Maxwell : major George W. Meade
- 1994 : The Glass Shield, de Charles Burnett : Massey
- 1998 : Breakout, de John Bradshaw : un homme d'affaires américain

### Télévision

#### Années 1950
- 1958-1959 : Zorro (série) : Ricardo Del Amo
- 1959 : La Grande Caravane (série) : Matthew Lowry
- 1959-1963 : L'Homme à la carabine (The Rifleman) (série) : Duke Jennings / Griff / Harry Chase / Jason Gowdy / Lariat Jones

#### Années 1960
- 1960 : Les Incorruptibles : L' Histoire de Frank Nitti : Sidney Rogers
- 1960-1961 : Au nom de la loi (Wanted Dead or Alive) (série) : Jim Kramer / Tom
- 1960 : Thriller
- 1963 : Le Virginien (The Virginian) (série) : Harry Clark
- 1963 : Le Jeune Docteur Kildare (série) : Dr Norman Phelps
- 1964-1966 : Perry Mason (série) : lieutenant Steve Drumm
- 1964-1966 : Des agents très spéciaux (The Man From U.N.CL.E.) (série) : Adam Pattner / Sénateur Bryant
- 1964-1967 : Le Fugitif (The Fugitive) (série): Leonard Taft / George Foster / Lieutenant Sloan
- 1964, 1970 et 1974 : Gunsmoke (série): Major Coltrain
- 1966-1969 : La Grande Vallée (The Big Valley) (série) : Hen Matson / Warden Garreck / Nathan Springer / Travers / Mel Trevor
- 1966-1973 : Sur la piste du crime (The F.B.I.) (série) : Alex Ramsey / Higgins / Dan Wheaton / Clifford !Banning / Dr Latimer / Charles Fillmore
- 1967 : Mission impossible (série) : juge Wilson Chase
- 1967 : Ghostbreakers (téléfilm) : Timothy Selfridge
- 1967 : Bonanza (série): Jameson Filmore
- 1967 : Le Frelon vert (The Green Hornet) (série) : Phil Trager
- 1967 : Cimmaron (Cimmarron Strip) (série) : capitaine Bragg
- 1967 : Les Envahisseurs (The Invaders) (série) : Blake
- 1967 : Ride to Hangman's Tree (téléfilm) : Steve Carlson
- 1967 : Les Mystères de l'Ouest (The Wild Wild West), (série) - Saison 3 épisode 17, La Nuit du Mannequin (The Night of the Headless Woman), d'Alan Crosland Jr. : James Jeffers
- 1968 : Mannix (série) : District Attorney Bartlett
- 1969 : Daniel Boone (série) : sergent Tim Rafferty
- 1969 : Au pays des géants (Land of the Giants) (Série) - Saison 2 épisode 2, Six heures à vivre (Six Hours To Live) : le journaliste Joe Simmons

#### Années 1970
- 1970 : Menace on the Mountain (es) (téléfilm) : major Galt
- 1970 : Along Came a Spider (téléfilm) : Freiberg
- 1970 : Double Jeopardy (téléfilm) : chef George Untermeyer
- 1970-1971 : Dan August (Série) : chef George Untermeyer
- 1971 : Columbo, Attente (Lady in Waitin) (série) : Bryce Chadwick
- 1971-1973 : Cannon (série) : Byron / M. Gibson
- 1972 : The Astronaut (en) (téléfilm) : Dr Wylie
- 1972 : The Longest Night (en) (téléfilm) : Harvey Eaton
- 1973 : Les Rues de San Francisco (The Streets of San Francisco) (série) : M.. Llewyllin
- 1973 : Hawaï police d'État (Hawaii Five O) (série) : Goodman
- 1973 : Partners in Crime (téléfilm) : Roger Goldsmith
- 1973 : Jarrett (téléfilm) : Spencer Loomis
- 1973 : The Six Million Dollar Man: Wine, Women and War (téléfilm) : Oscar Goldman
- 1973 : The Six Million Dollar Man: Solid Gold Kidnapping (téléfilm) : Oscar Goldman
- 1973-1978 : L'Homme qui valait trois milliards (The Six Million Dollar Man) (série) : Oscar Goldman
- 1976-1978 : Super Jaimie (The Bionic Woman) (série) : Oscar Goldman
- 1978 : Pearl (en) (série) : Michael North
- 1978 : The Immigrants (téléfilm) : Thomas Seldon
- 1979 : La croisière s'amuse (The Love Boat) (série) : Dr Art Akers

#### Années 1980 et 1990
- 1980 : Condominium (téléfilm) : Henry Churchbridge
- 1981 : Drôles de dames (Charlie's Angels) (série) : Sam Knight
- 1981, 1982 et 1984 : L'Île fantastique (Fantasy Island) (série) : Edgar Linton / Richard Martinique
- 1982 : K2000 (Knight Rider) (série) : Dr Ralph Wesley
- 1983 : L'Homme qui tombe à pic (The Fall Guy) (série) : Sam Garrick
- 1983, 1984 et 1985 : Matt Houston (série) : Carl Conrad / Wayne Slokam / juge David Myer
- 1983, 1986 et 1987 : Simon et Simon (série) : Alfred Klein / John Price / Jeffrey Newhall
- 1984 : Automan (série) : Carl Donovan
- 1984-1985 : Espion modèle (Cover Up) (série) : Henry Towler
- 1985 : L'Agence tous risques (The A-Team) (série) : Dr Richter
- 1985 : Perry Mason Returns (téléfilm) : Ken Braddock
- 1986 : Le Juge et le Pilote (Harcastle and McCormick) (série) : J. J. Norcross
- 1986-1987 : Dynastie (Dynasty) (série) : Buck Falmont
- 1987 : The Stepford Children (en) (téléfilm) : Lawrence Dalton
- 1988 : Stranger on My Land (téléfilm) : major Walters
- 1989 : Arabesque (Murder She Wrote) (série) : Lew Brackson
- 1994 : Bionic Ever After? (téléfilm) : Oscar Goldman
- 1996 : In the Lake of the Woods (téléfilm) : Claude Rasmussen

## Récompense
En 2007, Richard Anderson est honoré d'une Golden Palm Star sur le Palm Springs Walk of Stars (en).